# Zarządzanie użytkownikami
Zarządzanie użytkownikami (ang. user management) – całość działań w zakresie zakładania i usuwania kont użytkowników w systemie operacyjnym, tworzenia środowiska pracy użytkowników, ewidencji wykorzystywanych przez nich zasobów, rozliczania i godzenia sprzecznych interesów użytkowników.